# Frank Stoker
Frank Owen Stoker (29. května 1867 v Dublinu, Spojené království Velké Británie a Irska – 8. ledna 1939 v Dublinu, Irsko) byl irský tenista a ragbista. V letech 1890, 1891 a 1893 až 1895 vyhrál čtyřhru na Irském mistrovství v tenise. V letech 1890 a 1893 pak spolu s krajanem Joshuou Pimem zvítězili ve čtyřhře na Wimbledonu.
V letech 1886–1891 nastupoval za irský unijní ragbyový tým.
Jeho bratrancem byl irský spisovatel Bram Stoker (1847–1912).